# Хужиры
Хужи́ры (бур. Хужар — «солонцы») — улус в Тункинском районе Бурятии. Административный центр сельского поселения «Хужиры».

## География
Улус расположен на 121-м километре Тункинского тракта в 3 км западнее центральной части села Кырен.

## История
Согласно Закону Республики Бурятия от 31 декабря 2004 года № 985-III  Хужиры возглавило муниципальное образование сельское поселение «Хужиры».

## Известные люди
- Тапхаев, Лопсон Дунзынович — российский бурятский поэт, Народный поэт Бурятии, заслуженный работник культуры Бурятии, заслуженный работник культуры России[3].

## Население
| 2002 | 2010 |
| ---- | ---- |
| 1138 | ↘951 |